# San Vicente, Puebla
San Vicente är en ort i Mexiko.   Den ligger i kommunen Jolalpan och delstaten Puebla, i den sydöstra delen av landet, 130 km söder om huvudstaden Mexico City. San Vicente ligger 881 meter över havet och antalet invånare är 125.
Terrängen runt San Vicente är kuperad. Runt San Vicente är det glesbefolkat, med 10 invånare per kvadratkilometer. Närmaste större samhälle är Jolalpan, 16,2 km öster om San Vicente. I omgivningarna runt San Vicente växer huvudsakligen savannskog.